# Хейбеліядський монастир Святої Трійці
Хейбелія́дський монасти́р Свято́ї Трі́йці (грец. Μονή Αγίας Τριάδας Χάλκης, тур. Heybeliada Ayatriada Manastırı) - чоловічий ставропігійний монастир Константинопольської православної церкви розташований на острові Хейбеліада (по-грецьки Халкі) на території Туреччини.
При монастирі є приміщення, закриті в 1971 році; Константинопольський Патріархат активно прагне їхнього відродження.

## Історія

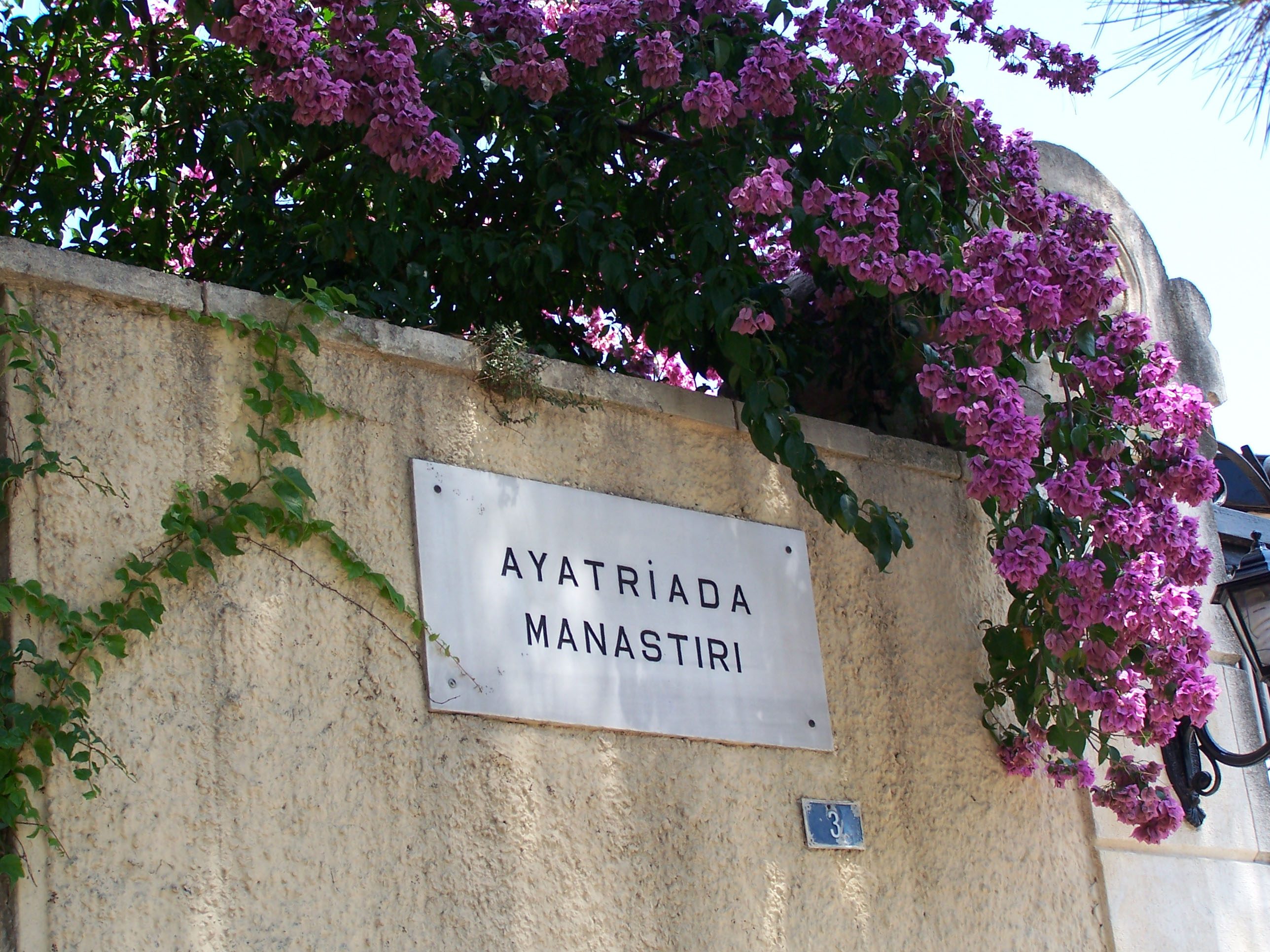

У житії  Феодора Студита який в 809-811 роки жив у вигнанні на острові Халкі, згадується Деспотський монастир (μονής των Δεσποτών). Вважається що саме цей монастир став згодом відомий як Хейбеліядський монастир святої Трійці. Деякі ототожнюють цей монастир з монастирем Есоптру. У 860 році монастир був розграбований русичами і прийшов у занепад.
Його відродження пов'язане з ім'ям Патріарха Фотія. У монастирі жила після вигнання імператриця Феодосія, дружина імператора  Лева V Вірменина. Від візантійського минулого збереглася ще інформація, що королева Катерина Болгарська прийняла тут чернецтво в 1063 році з ім'ям Ксенія.
Після падіння Візантійської імперії монастир поступово прийшов у занепад.
Збирання монастирської бібліотеки було започатковане в XVI столітті завдяки колекції патріарха Константинопольського Митрофана III.
У 1844 році під час ремонту монастиря було знайдено безліч старожитностей і похоронні скульптури, що, як вважається, належали давньому храму Аполлона.
1 жовтня 1844 року стараннями Патріарха Германа IV при монастирі була відкрита богословська школа. Тут вчилися майже всі Константинопольські патріархи за останні півтора сторіччя і багато ієрархів інших Помісних Православних Церков. За весь час її існування школу закінчило біля тисячі студентів. При школі було зібрано унікальну бібліотеку на 120 тисяч томів, серед яких були цінні візантійські рукописи. Вона була найбільшим зібранням грецького світу в Османській імперії.
У червні 1894 року під час землетрусу всі будівлі Троїцького монастиря і семінарії за винятком церкви XVII століття були зруйновані.
Відновлення комплексу виконане архітектором Періклісом Фотіадісом.
У 1971 році прихильники Народної Республіканської партії з метою закриття школи, звернулася до вищої інстанції - Конституційного суду, який на підставі статті 130 і 132 Конституції Туреччини, ухвалив рішення про закриття семінарії у зв'язку з забороною на приватну освітню релігійну діяльність.
10 січня 2013 року Рада Генерального управління вакуфами Туреччини в Анкарі ухвалила рішення про повернення Троїцькому монастирю лісових угідь площею 190 стрем.

## Настоятелі
- Герман Афанасіадіс (10 січня 1991 - листопад 1995)
- Апостол Даніілідіс (21 листопада 1995 - 29 серпня 2011)
- Елпідіфор Ламбриніадіс (з вересня 2011)